# Karel Engelmüller
Karel Engelmüller (14. června 1872 Praha – 31. března 1950 Praha) byl český úředník, spisovatel, dramatik, divadelní kritik a překladatel.

## Život
Narodil se v rodině Ferdinanda Engelmüllera (1841–1894) obchodníka s rukavicemi a Rosiny Engelmüllerové-Le Gros (1845–1917). Měl pět sourozenců: malíře a grafika Ferdinanda (1867–1924), Emila (1873–1944), Augusta (1875–1880), Růženu Mattušovou (1877–1946) a Josefa (1879–1955). Oženil se s Marií Richterovou.
Povoláním byl vrchní finanční rada při Zemském finančním ředitelství v Praze.
Pracoval jako redaktor v časopisech nebo novinách: rubrika Divadelní referent deníku Slovo (1905), Zlatá Praha (1908–1909, 1917–1920), České divadlo (1918), Národní Politika (od 1921). Spolu s Karlem Kamínkem redigoval nedokončený Ottův divadelní slovník (od sešitu 10, pak od roku 1915 sám , slovník vycházel v sešitech v letech 1914–1919 a skončil u písmene F).
Používal pseudonymy: Karel Havlena, Karel E. Müller, Petr Pavel. 
V roce 1906 se ve smíchovské basilice sv. Václava oženil s Marií Richterovou (*1884) a přestěhovali se  na Ferdinandovo nábřeží čp. 1115/26, dnešní Janáčkovo nábřeží čp. 1115/15. Bydleli zde až do roku 1933, kdy přesídlili do Podolí do ulice Na Zlatnici 135. (V Kulturním adresáři z roku 1935 je stále jeho jméno spojené s tehdejším nábřežím Legií.

## Dílo

### Próza
- Černé lilie: povídky – Praha: Grosman a Svoboda, 1902
- Pavouci: blouznivé a bláznivé chvíle – Praha: Grosman a Svoboda, 1903
- Mimochodem: fejetony – Praha: Edvard Leschinger, 1905
- Náhrada – Zvon, týdenník belletristický a literární, 1909
- Labyrint lásky: drobná próza – Praha: Josef Richard Vilímek, 1910
- Dobrodružství: novela – Praha: J. R. Vilímek, 1913
- O mamince – sborník Matka: čeští spisovatelé projevují lásku, vděk a úctu matce, 1925, s. 93–94

### Dramata
- Eldorado: aktovka, [premiéra: Městské divadlo Plzeň, 11. říjen 1907] – Praha: J. R. Vilímek, 1913
- Stín: komedie o jednom dějství – Praha: František Švejda, 1941
- Jak táhla mračna: komedie o jednom dějství, [premiéra: Švandovo divadlo Praha, 4. duben 1916] – Praha: Bedřich Kočí, 1917

### Studie
- Hana Kvapilová: životopisná studie, Praha: Grosman a Svoboda, 1908
- Marie Ryšavá v české divadelní historii: životopisná studie, Praha, Alois Hynek, 1911
- České divadlo – In Ottův divadelní slovník, Praha: 1918, s. 481–577
- Opona tiše padá – Praha, Jan Otto, 1927
- Marie Hübnerová – Praha, Alois Srdce, 1928
- Leopolda Dostalová – Praha, A. Srdce, 1929
- Z letopisů českého divadelnictví: 2 knihy – Praha, J. R. Vilímek, 1946-–1947

### Jiné
- Myšlenky ze Shakespeara: sestavil z překladů J. V. Sládka a napsal úvod – Praha: vlastním nákladem, 1916
- Ottův divadelní slovník: A–Gatty – součinnost. Praha: J. Otto, 1914–1919

### Články
- Vzpomínky na Vojana – Jeviště, roč. I, č. 48
- Památce Vojanově – Jeviště, roč. II. č. 21
- Anna Červená zemřela – Divadlo a hudba 1941–1942, s. 57–58
- Malířské dílo Ferdinanda Engelmüllera – Národní politika 17.5.1944
- Mé první divadelní dojmy – Ročenka Národního divadla 1942, s. 26–30
- Trocnovský hrdina na českém divadle a v hereckých projevech – Sborník Žižkův 1424–1924 k pětistému výročí jeho úmrtí, s. 263–272